# Diffusione dell'attivazione
La diffusione dell'attivazione è un metodo di ricerca per reti associative, neurali e semantiche. L'algoritmo inizia etichettando un insieme di nodi sorgente con dei pesi (detti anche attivazioni) e propagando queste attivazioni ai nodi collegati. Solitamente questi pesi sono numeri reali che diminuiscono progressivamente (decadono) ogni volta che un nuovo arco viene percorso.
La diffusione dell'attivazione può essere applicata anche nell'ambito dell'information retrieval,  usando una rete di nodi per rappresentare dei documenti e i termini in essi contenuti.